# Verena Mayr
Verena Mayr (* 1. Februar 1995 in Ebensee, Oberösterreich als Verena Preiner) ist eine österreichische Leichtathletin und mehrfache Staatsmeisterin im Siebenkampf.

## Sportliche Laufbahn
2011 nahm Verena Preiner erstmals an einer internationalen Meisterschaft, den Jugendweltmeisterschaften im französischen Lille teil, bei denen sie im Siebenkampf den 23. Platz belegte. 2014 nahm sie an den Juniorenweltmeisterschaften in Eugene teil und belegte dort mit persönlicher Bestleistung von 5530 Punkten den neunten Platz. 2015 debütierte Preiner erstmals in der Seniorenklasse beim Mehrkampf-Meeting Götzis, wo sie als einzige Österreicherin an den Start ging. Sie konnte sich mit der dort erbrachten Leistung für die U23-Europameisterschaften im estnischen Tallinn qualifizieren und belegte dort den vierten Gesamtrang hinter ihrer Landsfrau Ivona Dadic. Sie war auch Teil der österreichischen 4-mal-400-Meter-Staffel, die im Finale disqualifiziert wurde.
Bei den Europameisterschaften im Juli 2016 in Amsterdam errang sie im Siebenkampf mit neuer persönlicher Bestleistung von 6050 Punkten den siebten Rang und erreichte somit auch erstmals mehr als 6000 Punkte. Preiner konnte sich ursprünglich nicht für die Europameisterschaften qualifizieren, rückte jedoch aufgrund ihrer guten Saisonbestleistung in das Starterfeld nach.
Im Fünfkampf in der Halle notierte ihre Bestleistung bei 4486 Zählern, aufgestellt im Januar 2017 in Linz, und stellte zu diesem Zeitpunkt den österreichischen Rekord dar. Preiner qualifizierte sich mit dieser Leistung für die Halleneuropameisterschaften in Belgrad, bei denen sie den sechsten Platz belegte.

Nach einer Knöchelverletzung zu Beginn der Freiluftsaison erhielt Preiner eine Startberechtigung für die U23-Europameisterschaften. Dort verbesserte sie den österreichischen U23-Rekord von Ivona Dadic auf 6232 Punkte und gewann damit die Silbermedaille hinter der Schweizerin Caroline Agnou. Zudem qualifizierte sie sich mit dieser Leistung für die Weltmeisterschaften im August in London. Dort lag sie nach sechs Disziplinen auf dem 18. Rang und hätte vermutlich durch den 800-Meter-Lauf noch einige Plätze aufholen können, aber sie erlitt in der Zwischenzeit einen schweren Asthmaanfall, der es ihr unmöglich machte, den Wettkampf zu beenden. Drei Wochen später bewies sie einmal mehr ihre gute Form, als sie bei den Studentenweltspielen in Taipeh die Goldmedaille gewann. Dabei setzte sie sich nicht nur um etwa 400 Punkte von der Konkurrenz ab, sondern kam auch bis auf acht Punkte an ihre persönliche Bestleistung heran.
2018 verbesserte Preiner erneut ihre Bestleistung beim Hypomeeting auf 6308 Punkte und qualifizierte sich damit erneut für die Europameisterschaften in Berlin, bei denen sie mit 6337 Punkten den achten Platz belegte. Bei den Halleneuropameisterschaften 2019 in Glasgow belegte Verena Preiner mit einer neuen persönlichen Bestleistung von 4637 Punkten den sechsten Rang im Fünfkampf. Ihren bisher größten Erfolg feierte sie bei den Weltmeisterschaften in Doha, bei denen die damals 24-Jährige mit 6560 Punkten die Bronzemedaille hinter der Britin Katarina Johnson-Thompson und Nafissatou Thiam aus Belgien gewann. Zudem sicherte sie sich damit die Gesamtwertung der IAAF-Combined-Events-Series. Nach der Auswertung der IAAF-Weltjahresbestenliste 2018 belegten die drei österreichischen Siebenkämpferinnen Verena Preiner (6337 Punkte), Ivona Dadic (6552 Punkte; Union St. Pölten) und Sarah Lagger (6225 Punkte; TGW Zehnkampf-Union) im weltweiten Nationen-Ranking erstmals Platz 1. Im Juni 2019 verbesserte sie beim Mehrkampf-Meeting Ratingen den österreichischen Rekord im Siebenkampf auf 6591 Punkte. 2021 belegte sie bei den Olympischen Sommerspielen in Tokio mit 6310 Punkten den 11. Rang. 2024 belegte sie bei den Hallenweltmeisterschaften in Glasgow mit 4466 Punkten den fünften Platz im Fünfkampf und im Juni musste sie ihren Wettkampf bei den Europameisterschaften in Rom vorzeitig beenden. Auch ihren Fünfkampf bei den Halleneuropameisterschaften in Apeldoorn musste sie vorzeitig beenden.

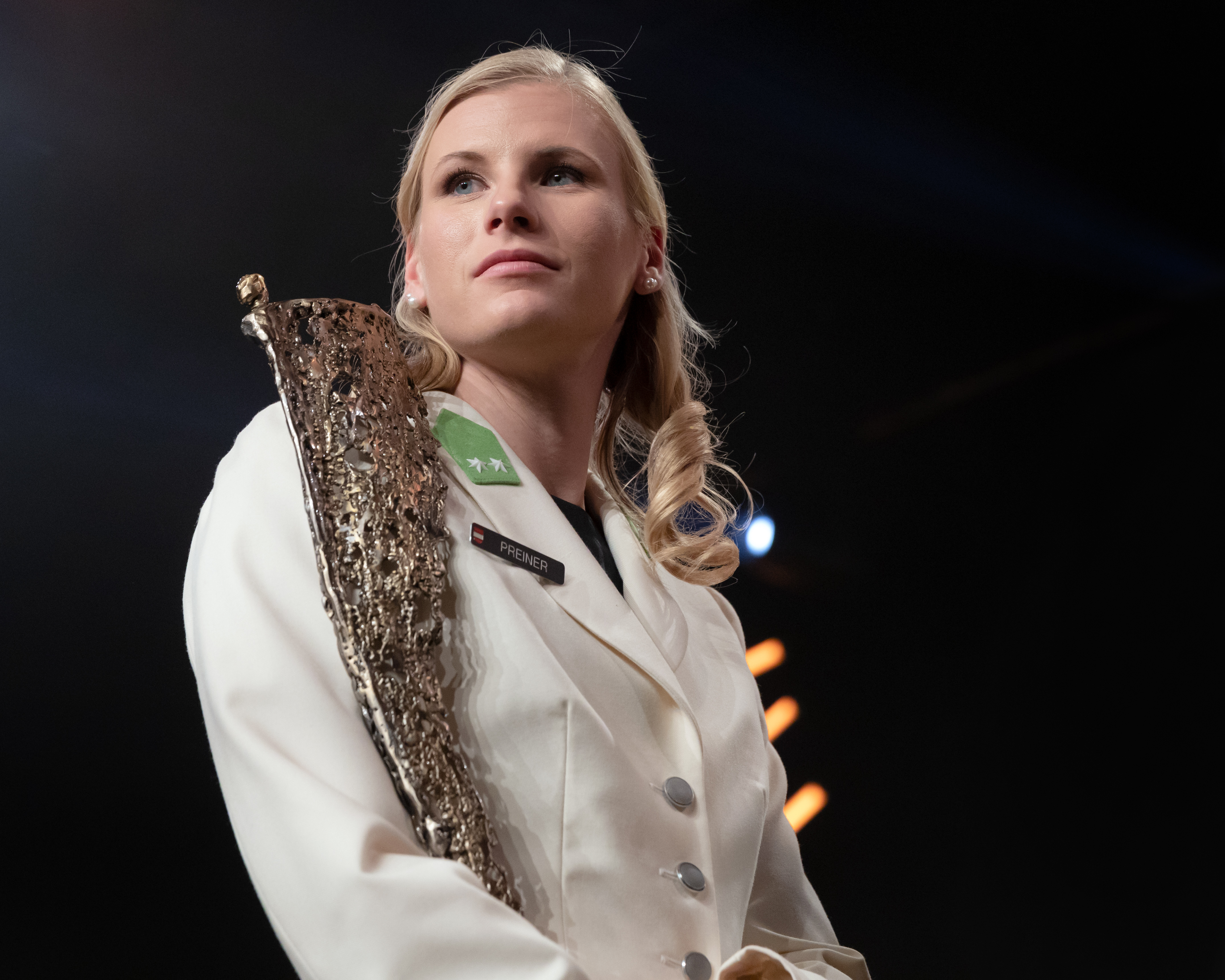
Verena Preiner mit der Auszeichnung als Aufsteigerin des Jahres 2019

2014, 2015 und 2016 wurde Preiner österreichische Meisterin im Siebenkampf sowie 2014, 2015 und 2019 im Hallenfünfkampf. Zudem gewann sie 2016 den Meistertitel im 400-Meter-Hürdenlauf. Bei der Ehrung von Österreichs Sportlern des Jahres 2019 wurde sie zur Aufsteigerin des Jahres gewählt.
Verena Mayr ist aktive Sportlerin des Heeressportzentrums des Österreichischen Bundesheers. Als Heeressportlerin trägt sie derzeit den Dienstgrad Korporal.

## Privates
Mayr absolvierte das BORG Linz. Danach begann sie Mathematik und Biologie auf Lehramt zu studieren. Das Studium musste sie aber aufgrund ihrer starken sportlichen Leistungen aufschieben. Im Juni 2021 heiratete sie in Ebensee ihren langjährigen Partner Thomas Mayr und nahm dessen Namen an. Sie trat somit bei den Olympischen Spielen 2021 als Verena Mayr an. Ihre jüngere Schwester Katrin Preiner ist als Stabhochspringerin auf nationaler Ebene erfolgreich.
Bei der Landtagswahl 2021 kandidierte sie für die Oberösterreichische Volkspartei auf dem 17. Listenplatz der Landesliste.

## Persönliche Bestleistungen

### Siebenkampf
- 6591 Punkte, 30. Juni 2019, Ratingen

| PB in den Disziplinen | Ergebnis    | Punkte |
| --------------------- | ----------- | ------ |
| 100 m Hürden          | 13,25 s     | 1087   |
| Hochsprung            | 1,80 m      | 978    |
| Kugelstoßen           | 14,34 m     | 817    |
| 200 m                 | 23,96 s     | 985    |
| Weitsprung            | 6,36 m      | 962    |
| Speerwurf             | 49,58 m     | 852    |
| 800 m                 | 2:07,74 min | 998    |

### Fünfkampf
- 4637 Punkte, 1. März 2019, Glasgow

| Disziplin   | Ergebnis    | Punkte |
| ----------- | ----------- | ------ |
| 60 m Hürden | 8,53 s      | 1044   |
| Hochsprung  | 1,75 m      | 916    |
| Kugelstoßen | 14,32 m     | 815    |
| Weitsprung  | 6,15 m      | 896    |
| 800 m       | 2:09,91 min | 966    |